# ويليام شيبرد
ويليام شيبرد (بالإنجليزية: William Robert Shepherd)‏ (و. 1871 – 1934 م) هو مؤرخ، ورسام الخرائط، من الولايات المتحدة الأمريكية، ولد في تشارلستون، كارولاينا الجنوبية، توفي في برلين، عن عمر يناهز 63 عاماً.

## التعليم
تعلم في جامعة كولومبيا.

## مناصب وهيئات
أدار جامعة كولومبيا.

## روابط خارجية
- ويليام شيبرد على موقع الموسوعة البريطانية (الإنجليزية)